# Idiurus
Idiurus é um gênero de roedor da família Anomaluridae.

## Espécies
- Idiurus macrotis Miller, 1898
- Idiurus zenkeri Matschie, 1894